# Paciência (Rio de Janeiro)
Paciência é um bairro da Zona Oeste do município do Rio de Janeiro.
Seu IDH, no ano 2000, era de 0,751, o 112º colocado entre 126 regiões analisadas no município do Rio de Janeiro.

## Geografia
Tem por vizinhança os bairros cariocas de Santa Cruz, Cosmos e Campo Grande, e ainda o município fluminense de Nova Iguaçu.
Tem aproximadamente 201 mil habitantes, 49 mil domicílios e uma área territorial de 2.944,80 hectares. No bairro existem 25 escolas municipais e uma das estações ferroviárias mais antigas do país (atualmente administrada pela SuperVia). O bairro ainda é cortado pela Avenida Brasil, a principal via de acesso ao Centro da cidade e também pela avenida Cesário de Melo, uma importante via de transportes urbanos que liga Santa Cruz a Campo Grande. A mesma possui ciclovia no trajeto. O viaduto de Paciência comunica as partes norte e sul do bairro.
Nos últimos anos, o bairro ganhou certo destaque na mídia devido ao projeto de construção de um centro de tratamento de resíduos, o chamado Lixão de Paciência, que receberia resíduos e detritos de todo o município. A empresa, no entanto, foi vetada pelo Tribunal de Contas do Município do Rio de Janeiro.

## História
Seu nome se deve ao Engenho da Paciência, de João Francisco da Silva, a mais antiga e importante fazenda de cana-de-açúcar existente no Brasil. Ficava na Estrada Real de Santa Cruz (atual Avenida Cesário de Melo), onde, no início do século XIX, o local servia de hospedagem e apoio aos passageiros das carruagens, príncipes e nobres, nas excursões à Fazenda Real, localizada no bairro de Santa Cruz.
Com o advento da linha férrea, foi inaugurada, em 1897 a Estação Paciência, no ramal da Estrada de Ferro Central do Brasil. Sua urbanização começou na década de 1950, com o surgimento de grandes loteamentos, como o Jardim Sete de Abril, a Vila Geni, o Jardim Vitória, dentre outros. Na Avenida Brasil, foi implantado o Conjunto Jardim Palmares, o Distrito Industrial de Palmares, na divisa com Campo Grande e Conjunto Manguariba já na divisa com Santa Cruz. No início da década de 1980, foi implantado o Conjunto da CEHAB/RJ conhecido como Cesarinho. Mais tarde, cresceram comunidades como Três Pontes, Divineia (atualmente conhecida como Conjunto 31 de Outubro), Roberto Moreno, Conjunto Gouveia, Conjunto Urucânia, Saquassú,Loteamento Jardim dos Vieiras e Nova Jérsei. O núcleo principal do bairro, atravessado pelo rio Cação Vermelho, está situado entre a Serra da Paciência e o Morro de Santa Eugênia.

## Loteamentos
Comunidades:
Bairro Farias
Bairro União
Júlia Miguel
Jardim Vitória
Vila Alzira I
VIla Alzira II
Bairro Martinho
Nova Déli
Bairro Modelo
Cesarinho
Vila Paciência
Conjunto Urucânia
Nova Jersey
Pitocos
Conjunto Gouveias
Jamelão
Roberto Moreno
31 de Outubro (antiga Divineia)
Três Pontes
Maria Helena
Júlia Miguel
Saquaçu
Jardim 7 De Abril (Mais conhecido como Sete de Abril)
Vila Geni
Jardim Vitória
Loteamento Jardim dos vieiras
Morada 2001
Village dos Mouras
Conjunto Jardim Palmares